# Craterophorus mirus
Craterophorus mirus är en tvåvingeart som beskrevs av Lamb 1921. Craterophorus mirus ingår i släktet Craterophorus och familjen styltflugor.
Artens utbredningsområde är Seychellerna. Inga underarter finns listade i Catalogue of Life.